# Eupithecia cheituna
Eupitecia cheituna es una especie de polilla de la familia Geometridae. La especie fue descrita por primera vez por Louis Beethoven Prout en 1938 con distribución en Iran. El sintipo de la especie fue descrita en Sine-Sefid en el sector Mian-Kotal.